# Gaetano Serrazanetti
Gaetano Serrazanetti, ortografato anche Serra Zanetti o Serra-Zanetti (Sant'Agata Bolognese, 1807 – Anzola dell'Emilia, 1862), è stato un pittore italiano.

## Biografia
Gaetano Serrazanetti nasce a Sant'Agata Bolognese nel 1807.
Ancora giovanissimo entra nell'Accademia di belle arti di Bologna dove è allievo di Francesco Alberi e Giuseppe Badiali e si fa notare vincendo vari premi.
All'inizio degli anni trenta dell'Ottocento partecipa ai moti di insurrezione contro lo Stato Pontificio.
Nel 1835 vince il piccolo e il grande Premio Curlandese.
Dal 1837 inizia ad allontanarsi dall'accademicismo bolognese, complici alcuni viaggi che compirà in quegli anni, «prima a Parma per studiare meglio Correggio, poi a Firenze presso il prof. Farini, e a Venezia per ammirare Tiziano».
Ne Gli ultimi momenti di Atala, già vicini al romanticismo, si nota l'influenza della cultura fiorentina e l'uso del chiaroscuro caravaggesco. Il dipinto gli varrà le critiche di M. Gualandi, all'epoca seguace del neoclassicismo.
Nel 1840 realizza Il Martirio di Sant'Andrea per la chiesa di Sant'Agata.
Grazie a una pensione concessagli dall'Accademia, Serrazanetti si reca a Roma dove vive qualche anno per studiare i maestri e perfezionarsi.
Nel 1846 torna a Bologna.
La sua pittura gode di un certo successo, e le commissioni si susseguono, alternando pitture religiose a ritratti e quadri a tema storico.
Per lo zar di Russia esegue le copie di quadri della scuola bolognese, tra cui quella del Pallione di Guido Reni.
Nel 1851 esegue i restauri della chiesa dello Spirito Santo a Sant'Agata Bolognese a cui è chiamato a collaborare anche l'amico e collega Adeodato Malatesta. Sempre nel 1851, su commissione del marchese Davia, L'incredulità di San Tommaso per la cappella di famiglia nella basilica di San Francesco. L'opera è conservata al Museo Davia Bargellini.
Nel 1853 realizza gli affreschi nell'Oratorio dei frati minori conventuali di San Francesco.
Nel 1856 è professore soprannumero all'Accademia, mentre nel 1859 diventa professore al Collegio Venturoli dove figurano tra i suoi allievi Luigi Serra e Raffaele Faccioli.
Nel 1860 è proposto per succedere a Clemente Alberi alla cattedra di pittura all'Accademia e per favorirlo i suoi colleghi Faustino Muzzi e Andrea Besteghi rinunceranno alla candidatura. Tuttavia, il suo passato politico e la vicinanza con Giuseppe Pacchioni porteranno il Governo Centrale a rifiutargli la cattedra.
Muore ad Anzola dell'Emilia nel 1862.

## Riconoscimenti
Sant'Agata Bolognese ha eretto un monumento al pittore. A Castenaso una piazza porta il suo nome.